# Edmund Majowski
Edmund Majowski (Chorzów, 12 novembre 1910 – 26 ottobre 1982) è stato un allenatore di calcio e calciatore polacco, di ruolo attaccante.

## Carriera

### Giocatore

#### Club
Majowski vestì le maglie dell'AKS Chorzów, Pogoń Lwów, DTSG Kraków e Admira Vienna.

#### Nazionale
Conta 4 presenze e una rete per la Polonia. Esordì il 10 settembre 1933, nella vittoria per 4-3 sulla Jugoslavia.

### Allenatore
Dal 1957 al 1958, fu commissario tecnico della Norvegia. Nel 1958, ricoprì lo stesso incarico al Kuwait.